# Духло
 Тази статия е за пещерата в Гърция.  За пещерата в България вижте Духлата.  
Ду̀хло (на гръцки: Ντούχλο, Ντούχλος) е пещера над костурското село Дупяк (Диспилио), Егейска Македония, Гърция.

## Местоположение
Пещерата е разположена в планината Диминик (Петра), точно над църквата на селото „Свети Николай“.

## Описание
Пещерата е с малка площ, на практика е скален навес, благоустроена е и отворена за достъп. Оформена е във варовици от триас - средна юра.
В пещерата има тесен проход, през който според традицията хората с големи грехове не могат да минат. Според друга традиция, ако през прохода преминат раждали жени, повече не раждат. В Духлото намират убежище жителите на селото при преследвания през Втората световна война.